# Ioan Sauca
Ioan Sauca (* 10. April 1956 in Fârliug, Region Banat, Rumänien) ist ein rumänischer Theologe und Priester der Rumänisch-Orthodoxen Kirche sowie ehemaliger Generalsekretär des Ökumenischen Rates der Kirchen (ÖRK). Er trat das Amt am 1. April 2020 an, nachdem Reverend Olav Fykse Tveit am 31. März 2020 zurückgetreten war. Er übte das Amt bis zur nächsten folgenden Ausschusssitzung des Ökumenischen Rates der Kirchen (ÖRK) im Jahr 2022 aus, davor war er bis 2020 stellvertretender Generalsekretär.
Als hochrangiger Priester der orthodoxen Kirche im kommunistischen Rumänien war er seit 1998 Professor für Ökumenische Theologie am Ökumenischen Institut Bossey. Von 2001 bis zu seinem Ruhestand 2022 war Sauca Direktor des Instituts.

## Leben und Wirken
Nach seinem Abschluss 1976 am Theologischen Seminar in Caransebeș setzte er seine Ausbildung an der Theologischen Fakultät der Lucian-Blaga-Universität Sibiu (1981) und der Orthodoxen Theologischen Fakultät der Universität Bukarest (1981–1984). Er besuchte 1984–1985 die Graduate School am Ökumenischen Institut Bossey und erwarb anschließend seinen Doktorgrad der Theologie 1987 von der University of Birmingham mit seiner Dissertation: Die missionarischen Implikationen der östlichen orthodoxen Ekklesiologie.
Sauca lehrte Mission Ökumene an der Theologischen Hochschule in Sibiu. Später war er Leiter der neu gegründeten Abteilung für Presse und Kommunikation der rumänisch-orthodoxen Kirche.
Sauca trat dem Ökumenischen Rat der Kirchen 1994 als Exekutivsekretär für Orthodoxe Studien und Beziehungen in der Mission bei.
Am 2. März 2022 schrieb Sauca einen offenen Brief an Patriarch Kirill von Moskau, in dem er sagte, dass er zahlreiche Briefe erhalten habe, in denen er gebeten wurde, „sich an Patriarch Kirill zu wenden, um zu vermitteln, damit der Krieg gestoppt und das Leiden beendet werden kann“. In Bezug auf die russische Invasion in der Ukraine im Jahr 2022 fuhr Sauca fort: „Bitte erheben Sie Ihre Stimme und sprechen Sie im Namen der leidenden Brüder und Schwestern, von denen die meisten auch treue Mitglieder unserer orthodoxen Kirche sind.“

## Veröffentlichungen (Auswahl)
- Orthodoxy and Cultures, probed the relationship of the Gospel to cultures (1996)
- Explored prospects for Building Bridges: Between the Orthodox and Evangelical Traditions (2012).
- The Church beyond our boundaries and the ecumenical vocation of Orthodoxy
- The authority to serve in a community of love: An orthodox perspective on authority in the Church
- Santiago de Compostela – Ein wichtiger Schritt auf dem Weg zu umfassender christlicher Koinonia; Growing together into full koinonia – Orthodox considerations
- The development of the Sacrament of Baptism and its practice during centuries
- Orthodox considerations on the ecumenical document BEM
- Eglise locale
- The meaning of the veneration of icons (in Romanian), 1977
- In: Mitropolia Banatului, an XXVII, nr. 4–6, aprilie–iunie 1977, pp. 56–62
- Missionary Challenges in Post-Communist contexts, 1997
- Eschatologie et societé aujourd’hui: questions et perspectives. Une approche orthodoxe, (2000)
- In: Irenikon, no. 3–4, 2000, pp. 359–373 Eglise locale, 2001
- Spindler, Cerf, Labor et Fides, Clé, Paris/Geneva/Yaoundé, 2001.
- Vocatia ecumenica a Ortodoxiei, 2004